# 佛萊迪餐館之五夜驚魂系列
玩具熊的五夜后宫（简称「FNAF」）是由史考特·考森創作的美國跨媒體製作。同名的第一款電子遊戲於2014年8月8日發行，此後該系列取得了全球的廣泛受歡迎。
該系列主要包括十多款電子遊戲，這些遊戲發生在與虛構家庭披薩餐廳連鎖店「费斯熊佛莱迪的披薩餐馆」相關的地點，在大多數遊戲中，玩家扮演夜班員工的角色，必須利用工具，如安全攝影機、燈光、門和通風口，來保護自己免受在夜間變得移動且敵對的機器人偶角色的威脅。系列的故事情節逐漸透過錄音、小遊戲和遊戲中的彩蛋揭示。
系列及後還發展多部分支遊戲和其他媒體，如小說三部曲和兩部独立单元剧系列。自2014年起系列擁有活躍的粉絲群體，並且發行大量周邊產品。截至2023年，系列遊戲合共全球銷售超過3350萬套。

## 簡介
原作者史葛·戈晃在推出这个游戏系列前，曾经开发过很多對象為基督教儿童的小游戏。而在首作诞生前作者的最新游戏作品《松鼠父子的伐木公司》（Chipper & Sons Lumber Co.）受到吉姆·斯特灵等一些評論家大肆批判，指內裡意圖顯得可愛的角色，似乎無意中弄得像恐怖的動物機械玩偶。走出遭否定的陰霾以後，之前主要面向而开发游戏的史葛決定反過來利用這項設計特點，做出有意嚇怕玩家的新遊戲，本作就此誕生。主系列第一作游戏在2014年8月8日通过Desura发布。在8月20日，青睐之光批准了此游戏后，也在Steam成功发售。
系列的故事集中发生在一家名为“费斯熊佛莱迪的披薩餐馆”（Freddy Fazbear's Pizza）的虚构餐馆，这个餐馆的设计可能来自现实中的出奇老鼠和ShowBiz Pizza Place。在大多數遊戲中，玩家將扮演一名夜間警衛，必須利用監視器、燈光、門和通風口等工具來防禦住在這些場所的敵對機械人偶角色。系列的故事情節則通過語音錄音、迷你遊戲和遊戲中的彩蛋逐步揭示。失敗時驚嚇畫面引來的玩家反應，與及細節濃厚的遊戲世界觀，讓作品於網絡引來廣泛討論和粉絲追隨，並透過相關粉絲藝術和二次創作遊戲進一步發展。作者亦把握一舉成名的機遇，乘勢推出多部續集遊戲及改篇小說，並成功發展多個玩具商品項目。本系列也因此出现在《吉尼斯世界纪录：游戏玩家版》，創下「一年內發行最多续作」的记录。
戈晃使用Clickteam Fusion 2.5来製作主系列遊戲，並使用Autodesk 3ds Max来建立游戏的3D模型并为其着色 。在《世界》之后的游戏，为了增强它们的品质，戈晃也会雇用一些专业配音员。而在每个新游戏开发过程中，戈晃都会在他的网站“Scott Games”发布预告图片。之后就会在其YouTube频道发布预告片。
於近乎全部親自操刀的主系列遊戲完成後，作者決定將系列交予外方適合的公司，在保留故事主創的角色下，發展多部合作遊戲，嘗試讓系列更貼近業界頂流。戈晃亦與Clickteam合作將主系列作品移植至任天堂Switch、PS4和Xbox One平台。
當前，整個系列主要包括十多款電子遊戲，還包括衍生遊戲和其他媒體，如一部小說三部曲、兩個小說合集系列與兩部電影，形成一個廣泛的虛構宇宙。

## 背景故事
主角
經過抽絲剝繭，考據系列的人注意到前六部作品真正的主線故事并非只关于闹鬼的披薩餐廳，而是刻劃創辦人威廉·阿夫顿（William Afton）及其破碎家庭的故事。阿夫顿一家共有四名關鍵成员：爸爸威廉、哥哥麥可（Michael）、沒有官方名字的弟弟和妹妹伊丽莎白（Elizabeth）。玩家和讀者可以從系列遊戲和小說，感受到威廉事業起始和墜落為最邪惡存在的殘酷過程、麥可背負自身和家庭罪孽並追尋救贖的困難、弟弟無法安息的痛苦、與及伊丽莎白無法放下父親而扭曲初心的悲劇。威廉·阿夫頓的惡行亦使其生意夥伴亨利· 艾米莉 (Henry Emily）及其女兒夏洛特（Charlotte）受到牽連，玩家和讀者可以在代入故事正義方的部分時，更深刻理解他和家人的遭遇與理念。。
前六部作品完成後，原作者就著日後合作遊戲的質素大幅提升，而同時讓故事進行軟性重啟。主線舞台轉向營運家庭餐廳及周邊品牌的費斯熊娛樂企業（Fazbear Entertainment），阿夫顿一行人的角色開始淡出，僅以遺骸原素的設定保留他們的影響。當前新主線較重要的角色包括受某項洗腦影響而淪為邪惡傀儡的凡妮莎（Vanessa），與及執著於企業最新建設的可疑孩童格雷戈裏（Gregory）。
不論主線故事層面，機械人偶均為遊戲及小說作品必定出現的存在，而同一角色會因應不同場合及主題出現不同亞種造型。當中從不缺席的角色為標題主角費斯熊佛萊迪（Freddy Fazbear），其次較多出現的均是第一作已登場兔子邦尼（Bonnie）、小雞奇卡（Chica）及狐狸霍斯（Foxy）。後來加入的貝比（Baby），亦因其身份和主線緊扣而經常出沒。就著人偶著魔的表現，本系列亦設定了一位突出的關鍵角色卡絲迪（Cassidy）。
合作系列展開後，機械人偶方面新增了集合新一代邪念和痛苦的人偶模仿者（Mimic）為主要角色。
遺骸原素
系列初期一直將死附身於人偶而著魔之設定表現得理所當然，直至主系列收尾之作才提出驅使這一切發生的能量是遺骸原素（Remnant），並在後來多部作品提及。遺骸原素在不同層級的世界有一定差異，但共通點是取自沾染了深層次回憶和感情的液化或氣化金屬物質，並可以用來重新構造出相關回憶中的重要物品，甚至是虛構記憶和靈魂。遺骸原素本質並無好壞，但推動本作不同悲劇故事的主要都是從極度痛苦（Agony）能量誕生的遺骸原素，並以威廉·阿夫顿與其女儿伊丽莎白殘餘的邪念最為強大，使他們即便沒有透過實體或著魔人偶登場，仍仿佛在每一部新作品中存在。
多層世界觀
本系列最初數部作品的故事宛如典型創作，只有一個虛擬世界和一條時間線給代入角色視點的玩家理解。後來原作者斯科特•考顿為了爭取更多創作空間，與及合理化一些遷就遊戲系統而超脫現實的設定，就在編寫《玩具熊的五夜世界》的故事時，開始構築一個多層世界觀。
原作者斯科特•考顿於小說《銀之眼》發售時首次默認這項設定的存在。當時若干讀者指出故事有許多與遊戲設定嚴重違背的部分。及後斯科特•考顿親自解釋，小說基本世界观与游戏相同，但以平行時空來呈现完全不同的故事。於遊戲中受成本和玩法原素限制而不多出現的人物情景，透過文字描述能夠展示更多細節和互動，因此小說系列可視之為對遊戲作設定互補。
隨著系列發展更多支節，其世界觀不再局限於慣常的平行世界橋段，而是更強調以創造論作為構成基礎：即一個下位故事世界內的角色與生活百態，必然會有上位世界的一名「創造者」完全掌控，而這名「創造者」亦會有其生活百態和相關「創造者」，如此類推。一個上位世界內存在複數「創造者」是被允許的，亦有可能發展出一套管理他們的制度，猶如現實世界會有不同作家，進入出版社為一個系列編寫不同故事一樣。採用類近設定的作品包括引入多重宇宙後的《漫威電影宇宙》、日本同人遊戲《海貓鳴泣之時》等等。
如此一來，一層故事世界裡未被解釋的謎題，可以透過另一層故事世界的近似情景推敲前因後果，卻又會因為「創造者」不同而未能像拼圖般直接堆砌。
在本系列較明顯活用的例子包括：小說三部曲揭露了遊戲系列各地方的具體地址，但小說主角本身不能在任何遊戲中以同樣姿態登場；小說合集《恐怖費斯熊》和AR遊戲《特別快遞》故事揭露了VR遊戲《徵求協助》開發者故事的更多背景，但三部作品內相似的角色遇上了過程截然不同的慘劇；《安全漏洞》證實類近現實世界內發生了主系列遊戲所闡述的大部分事件，但顯然地不包括遊戲作品內「玩小遊戲解決問題」的部分。體驗本系列不同媒體創作的玩家或讀者需要思考這點，才可理清看似矛盾的背景故事，其實純粹存在不同層面的傳釋。一部作品的彩蛋，可以成為另一故事的解謎關鍵。
下表以玩家或讀者身處的現實世界為0級，展示主要的世界階層，以及造成下位世界出現的主要分歧點。
| 主要層級\主要分支 | A | B | C | D                                                  | E                                                   |
| 0                 | 玩家身處的現實世界                                                                                                  | 玩家身處的現實世界                                                                                                  | 玩家身處的現實世界                                                                                                  | 玩家身處的現實世界                                 | 玩家身處的現實世界                                  |
| 1                 | 最上位世界（《玩具熊的五夜世界》的舞台）                                                                            | 最上位世界（《玩具熊的五夜世界》的舞台）                                                                            | 最上位世界（《玩具熊的五夜世界》的舞台）                                                                            | 最上位世界（《玩具熊的五夜世界》的舞台）           | 不適用                                              |
| ----------------- | --- | --- | --- | -------------------------------------------------- | --------------------------------------------------- |
| 1                 | 「桌前男人」刻劃主線故事                                                                                            | 「桌前男人」刻劃主線故事                                                                                            | 「桌前男人」刻劃主線故事                                                                                            | 「桌前男人」以系列角色製作其他類型故事，但中途放棄 | 不適用                                              |
| 2                 | 費斯熊娛樂企業於眾多事件過後，於2020年代重啟營運的「類近現實」世界 （發生於小說合集及合作系列遊戲中描述的單元故事） | 費斯熊娛樂企業於眾多事件過後，於2020年代重啟營運的「類近現實」世界 （發生於小說合集及合作系列遊戲中描述的單元故事） | 費斯熊娛樂企業於眾多事件過後，於2020年代重啟營運的「類近現實」世界 （發生於小說合集及合作系列遊戲中描述的單元故事） | 遊戲《玩具熊的五夜世界》第二次更新增加的若干世界   | 電影世界 （發生電影《玩具熊的五夜驚魂》描述的故事） |
| 2                 | 「獨立遊戲製作人」被委託在「查莉死亡」前設下改篇現實世界事件為作品                                                  | 「獨立遊戲製作人和作家」被委託在「查莉生還」前設下改篇現實世界事件為作品                                            | 「VR遊戲開發商」「Silver Pasarol Games」被委託重製獨立遊戲製作人的遊戲，與及職工模擬訓練系統                        | 不適用                                             | 不適用                                              |
| 3                 | 「改篇遊戲」世界 （於主系列遊戲描述的連續故事）                                                                     | 「改篇小說」世界 （發生於小說三部曲描述的連續故事）                                                                 | 「改篇VR遊戲」世界 （VR遊戲的小遊戲合集舞台）                                                                       | 不適用                                             | 不適用                                              |
| 3                 | 「卡絲迪」將「威廉•阿夫頓」圍困作報復                                                                               | 不適用 | 不適用 | 不適用                                             | 不適用                                              |
| 4                 | 「無限地獄」世界 （遊戲《終極自定義夜晚》的舞台）                                                                   | 不適用 | 不適用 | 不適用                                             | 不適用                                              |

时间线
- 主系列

时间线在这个系列一向复杂神秘，不过在经过众多玩家和网友的努力之下，大致上解开了主系列遊戲世界的主要故事线，而此舉獲得原作者肯定。
| 時間         | 事件 | 對應遊戲                                 |
| 1970年代以前 | 威廉·阿夫頓，與亨利·艾米利各自向製作娛樂機械人偶的夢想進發。彼此技術專業和生涯經歷的不同，造成日後一切對立的根源。                                                                       | 披薩餐馆模拟器                           |
| 1970年代     | 「費斯熊娛樂企業」由威廉·阿夫頓與亨利·艾米利等人所創立，旗下兼併和分拆兩人各自以餐廳為主的多個品牌。                                                                                     | - 世界、 - 姊妹地點篇、 - 披薩餐馆模拟器 |
| 1970年代     | 第一間只有佛萊迪的餐廳成立。某天場外威廉·阿夫頓杀死了一名兒童，死者為亨利· 艾米莉的女兒，附身傀儡。                                                                                      | 2、披薩餐馆模拟器                        |
| 1970年代     | 「弗雷德熊的家庭餐廳」成立，以彈簧邦尼及彈簧佛萊迪的舞台演出為賣點，並首度引入兩用裝束。                                                                                                 | 3、4、姊妹地點篇                         |
| 1979年以後   | 「馬戲團貝比的披薩世界」成立，但開幕即發生馬戲團貝比殺死伊麗莎白·阿夫頓之事，旋即關閉。事後地方以「馬戲團貝比出租及娛樂公司」作有限度營運。                                              | - 姊妹地點篇、 - 披薩餐馆模拟器          |
| 1983年       | 「費斯熊娛樂企業」整合旗下角色為單一品牌「弗雷德熊及朋友們」。 | 4                                        |
| 1983年       | 在「弗雷德熊的家庭餐廳」，彈簧佛萊迪在威廉·阿夫頓小兒子的生日會上咬伤了他。 | 4、姊妹地點篇                            |
| 1983年       | 單一品牌改為費斯熊佛萊迪擔綱主角，餐廳轉型為「費斯熊佛萊迪的披薩餐廳」。 | 4、姊妹地點篇                            |
| 1987年以前   | 「費斯熊佛萊迪的披薩餐廳」發生四宗兒童死亡及失蹤事件，被迫關閉。潛藏的傀儡讓眾靈魂附身於四隻人偶——佛萊迪、邦尼、奇卡和霍斯身上。另外尚有一宗隱藏事件，而該靈魂附身於彈簧佛萊迪的裝束上。 | 2                                        |
| 1987年以前   | 威廉·阿夫頓的小兒子宣告死亡。 | 2、4                                     |
| 1987年前後   | 「費斯熊佛萊迪的披薩餐廳」重開，引入裝有本地罪犯資料庫面部辨識系統的新款人偶，舊款人偶及裝束因此棄於後台。                                                                               | 2                                        |
| 1987年前後   | 威廉·阿夫頓以彈簧邦妮兩用裝束誘惑更多兒童到後台并杀死，導致新款人偶發狂。 | 2                                        |
| 1987年前後   | 新款人偶在一場星期六的生日會觸發「87之咬」，「費斯熊佛萊迪的披薩餐廳」再度關閉。新款人偶因而全數清除。                                                                                   | 1、2                                     |
| 1987年前後   | 麥可·阿夫頓依循父親意願到「馬戲團貝比出租及娛樂公司」找回親人，最終卻被該處眾人偶化成的埃納德當成人皮外套穿上。                                                                          | 姊妹地點篇                               |
| 1987年前後   | 埃納德在身體腐爛時離開後來成為了不死身的麥可·阿夫頓。 | 姊妹地點篇                               |
| 1987年前後   | 麥可·阿夫頓以偽名到重開的「費斯熊佛萊迪的披薩餐廳」擔任夜間警衛時意圖解放人偶靈魂，沒有完全成功。                                                                                        | 2、姊妹地點篇                            |
| 1993年前後   | 「費斯熊佛萊迪的披薩餐廳」以較少資金和四款舊人偶再度營運，但已與其持有集團「費斯熊娛樂企業」一樣，瀕臨全面結束。                                                                         | 1                                        |
| 1993年前後   | 麥可·阿夫頓再以偽名擔任夜間警衛並意圖解放人偶靈魂，再次不成功。 | 1                                        |
| 1993年前後   | 威廉·阿夫頓得知舊人偶著魔的狀況，意圖親手了結，結果反被殘餘的兩用裝束殺死並成為彈簧陷阱。舊人偶的靈魂被完全解放。                                                                        | 1、3                                     |
| 2023年前後   | 「費斯熊佛萊迪的披薩餐廳」被改裝為「費斯熊的恐怖：驚悚遊樂體驗」的遊樂設施，彈簧陷阱於期間被找出。                                                                                       | 3                                        |
| 2023年前後   | 麥可·阿夫頓意圖以大火燒毀遊樂設施去解決彈簧陷阱，但不成功。 | 3                                        |
| 2023年前後   | 麥可·阿夫頓察覺到亨利·艾米利留下的披薩餐廳陷阱，決定利用來將所有事情解決。 | 披薩餐馆模拟器                           |

- 合作系列

在合作遊戲系列開展後，主要故事舞台轉為主系列的上位世界，即上述「類近現實」世界，主系列六部遊戲則歸入上述「改篇遊戲」世界。
雖然合作系列出現了許多指明與主系列有直接時序關係的劇情與彩蛋，惟官方至今並無證實主系列故事套入上位世界的標準答案，旨在繼續引發玩家和讀者對系列的興趣和思考。
以下時間線僅闡述自合作系列新增的主要內容。
| 時間                   | 事件 | 對應遊戲                                      |
| 1970年代以前           | 工程師埃德溫的爸爸以先進技術，建立機械人偶工廠「穆雷服裝大廈」（MCM），為各大娛樂項目提供特製人偶和裝束，包括巡迴全國的秋季聯歡會，更進軍家電發明市場。                                           | 模仿者的秘密                                  |
| 跟主系列近似的若干情節 | |                                               |
| 1970年代               | 埃德溫接手家族業務後，開始研發更有效管理MCM運作的程式和系統。其跟威廉與亨利成為同業朋友，成為二人的餐廳機械承辦商，協助創立室內嘉年華及娛樂品牌「積卡派對世界」。                                 | 模仿者的秘密                                  |
| 1970年代               | 埃德溫妻子菲奧娜離世，醉心工作下意外將其投射於新製的模仿者程式原型M1中。兩者為有效照顧兒子大衛而製作可供M1使用的伸縮骨架。同期MCM所有業務因經營不善開始走下坡。                                   | 模仿者的秘密                                  |
| 1979年前後             | 威廉與亨利經營的「弗雷德熊的家庭餐廳」大受歡迎，找上埃德溫協助新角色系列和餐廳的機械人偶、裝束和場景設計，劍指大量投產，惟計劃臨門不斷改變。                                                      | 模仿者的秘密                                  |
| 1979年前後             | 大衛意外身亡，M1因著維繫家庭的願望而鼓勵埃德溫開發代替大衛的新程式M2，但縱使借用M1伸縮骨架予其都未見理想效果。M2亦開始執意複製埃德溫多年忽略家庭和粗暴工作的舉止。                                | 模仿者的秘密                                  |
| 1979年前後             | 威廉趁著埃德溫無力管治和消失無蹤，慫恿工廠員工倒戈，接管所有MCM技術資產和角色版權。一切轉至「費斯熊娛樂企業」時都歷經重塑。                                                                       | 模仿者的秘密                                  |
| 跟主系列近似的若干情節 | |                                               |
| 2023年前後             | 「費斯熊娛樂企業」在新投資者推動下重啟，決定大規模利用過往事件的原素去榨取商業利益。 | 徵求協助、特別快遞、安全漏洞                  |
| 2023年前後             | 費斯熊娛樂企業邀請獨立遊戲製作人改篇過往50多年的事件為遊戲和小說，最後單方面指控對方製作偏離現實而反目，並以手段將之扼殺。費斯熊娛樂企業保留所有作品版權，箇中疑幻疑真的人物穿插於不同商品中。    | 徵求協助、特別快遞、安全漏洞                  |
| 2023年前後             | 費斯熊娛樂企業邀請VR遊戲開發商重製改篇遊戲，在將現實物品掃𣈴成遊戲模組時，意外用上包含模仿者程式的物品，進入系統後將威廉·阿夫頓的邪念化成了錯誤陷阱。                                             | 徵求協助                                      |
| 2023年前後             | 費斯熊娛樂企業推動的人偶到會服務和VR遊戲被篡改系統，造成大量傷亡及負責人員被封禁的事件，包括女孩凱西的父親。幕後兇手似乎是被VR遊戲洗腦而傳播曾錯誤陷阱的女人凡妮莎。                              | 徵求協助、特別快遞、安全漏洞：廢墟、徵求協助2 |
| 2023年前後             | 費斯熊娛樂企業覓得舊有開發人員持有的M2人偶，並在前線人員不知情下以硬件和軟件穿插於新餐廳中，與錯誤陷阱匯合，成為大量事件的禍根。                                                                  | 安全漏洞                                      |
| 2023年前後             | 「費斯熊佛萊迪的超級披薩廣場」在披薩餐廳陷阱上建設並開幕，倚賴大量人工智能處理工作，有許多意外被官方隱藏。                                                                                        | 安全漏洞、徵求協助2                           |
| 2023年前後             | 凡妮莎介入超級披薩廣場的保安系統，並擷取機械人偶和機械工作人員的能量，要將威廉·阿夫頓的邪念重新具現。格雷戈裏在差不多時間現身廣場當中。其與弗雷迪於一次表演後覺醒，制止危機更進一步並解救凡妮莎。 | 安全漏洞                                      |
| 2023年後               | 超級披薩廣場因災禍緊急倒閉並成為廢墟。大量機械人偶及保安系統仍以倒閉前的設定循環運作，使各人工智能充斥惡意和錯亂。                                                                                | 安全漏洞、安全漏洞：廢墟、徵求協助2           |
| 2023年後               | 凱西收到格雷戈裏的訊息深入超級披薩廣場廢墟，意外解放被埋在地底的M2。 | 安全漏洞：廢墟                                |

## 遊戲共通要素
五夜
由主系列第一作開始，玩家需要如系列標題所述，於五个夜晚存活，也就是完成五個回合的遊戲，以達致基本通關。每一夜的遊戲难度都会增加。游戏中一般都有可以解锁的第六晚及其他额外夜晚，包括前两作游戏有着可自定义的第七晚，允许玩家自定机械玩偶的人工智能程度第四作中遷就劇情而設的第七晚和第八晚；以及第五作中一个可以自定义夜晚的DLC。
主系到第六作開始首次打破傳統，讓遊戲主軸改為六個白天。而在合作遊戲系列中，「五夜」亦只為辨別系列標題的字眼，沒有再應用在遊戲架構和故事當中。
闭路电视
大部分系列作品均使用突變的閉路電視畫面，讓玩家感受到不寒而慄的氣氛，被玩家们认为是系列的“经典”。玩家可以通过闭路电视确认机械玩偶的位置。玩家在同一时间内只能观察一个位置，并且有些区域可能无法通过闭路电视观察。大多数的监视器画质都不太良好，有时颜色甚至是黑白画面，并充满雜訊。在主系到第三作，监视器也可能因为出现错误而无法使用。玩家可以通过监视器对其他地方进行一些操作，像是在第二作可以用来给特定的地方照明等。
於《安全漏洞》中，閉路電視伴隨故事舞台擴大，而成為玩家觀察範圍和調整行動策略的關鍵，當中混合了主系列多部作品的功能。
门及通風口
门及通风口，是机械玩偶侵入并攻击玩家的方式，乃象徵玩家要否面對本作驚嚇原素的最後一道防線。在主系列第一作、第五作和《安全漏洞》，机械玩偶出现在门旁时玩家必须关上门，但这将会消耗电源。而在第四作，玩家需要走到门口处才能够把门关上，並必須以聲音判斷聆听机械玩偶是否在门旁。。
并非每一作的门都能够关上。在第二作，头套取代了门的作用，当机械玩偶出现在玩家面前时必须立即戴上头套才能免遭攻击。而在第三作，如果机械玩偶已经出现在门旁的话，玩家除了拖延一小段时间外就只能等待机械玩偶攻击玩家。。
照明设备
照明设备一般用来赶走机械玩偶，或是警戒他们的存在，在格局放大的作品中理所當然是用來弄清前路的工具。主系列第一作的照明设备是门口的灯，玩家必须通过点击墙上的按钮启动，才能够照亮门口。玩家可以用其来确认机械玩偶是否在门旁。第二作和首作类似，不同的是玩家只能在通风口使用。玩家在这作也有手电筒，可在门口和监视器使用，全部均有著电池寿命限制。。第四作和第六作亦有手電筒原素，但因應故事特性而沒有限制電量。
第五作的照明设备因應劇情装置在控制板上，并且由于其不同的游戏风格，该设备除了观察机械玩偶以外并没有其他任何功用。在经过某些房间时玩家则可以使用新的闪光系統，快速地收集方位資訊。
突发惊吓
突发惊吓（Jumpscare）雖為通關失敗才出現的因素，但玩家對此的反應是使游戏陷入风潮的重要原因之一。除了主系列第三作，机械玩偶只要成功抵达主角位置，便会讓玩家遭受突发惊吓并结束遊戲。例外的情况包括玩家在第三作遭到幽灵机械玩偶的突发惊吓，他们只会引致系统错误而不会杀死玩家。
大多数的突发惊吓都是这样的场景：一个机械玩偶随着响亮的吼叫声突然出现在玩家眼前。而一些突发惊吓，包括黄金佛莱迪、噩梦和噩梦傀儡的突发惊吓都是以刺耳扭曲的音频补充的单一画面。这些突发惊吓通常都会使游戏崩溃或重启。
通话
从主系列第一作开始，玩家在游戏当中就可以听到另一个人（通常是前任员工或是特定地点的拥有者）通话并留下语音信息，玩家们都将他称为电话男（Phone Guy），后来戈晃也开始这样命名电话男。这些通话可说是个游戏教学，在解释游玩方法的同时，他也可能讲到玩家所在地点的背景概要。而从第五作开始，俗稱手掣（Hand Unit）的人工智能系統代替了这个通话要素。手掣会成为玩家的指导员，给予玩家任务并指导玩家。進入合作遊戲系列的時代，故事開始加入更多不同人物和角度的錄音，更貼近坊間其他冒險類遊戲刻劃世界觀的方式。
大部分考據者及後發現，每一作品的通話者內容都不能盡信。很多故事的暗黑真相和轉折，幾乎都是從通話內容與故事中現實不乎的情況而被發掘出來。
小游戏和任務
从主系列第二作开始，玩家可以在游戏中进行小游戏。这些小游戏通常都是以8位元雅达利游戏的复古风格呈现。玩家可以透过特定的方法启动并游玩小游戏，如在第二作和第五作中玩家只要死亡后就有机会进入小游戏、在第三作需要点击特定物品才能进入特定小游戏等等。在第三作和第四作过关后也会出现类似的过场小游戏。这些小游戏一般讲述着与背景故事有关系的事件，虽然它们几乎都是以含义模糊的方式呈现。。
後來原作者注意到小遊戲和任務影響真實世界的方法對投入故事的體驗打了折扣。打後關於主線故事的內容，製作團隊改為盡量倚靠任務及故事內建科技去推進，更貼近普遍冒險遊戲的做法。
任务首次出现在第五作，替代了以往的时间系统。玩家必须在完成任务的同时确保不被机械玩偶攻击，或是需要重启整个地点的装置等等，才能讓遊戲繼續推進。
音樂
主系列前四作的氛围音乐大多由版权音乐组成，根据游戏的需要由原作者进行修改。游戏中的音乐包括《斗牛士之歌》，这是玩家在首作中电源用尽后播放的音乐，以及《爷爷的古老大钟》的音乐盒演奏，在第二作傀儡的音乐盒慢下来时就会播放，給大部分玩家留下深刻印象。
由《世界》開始，原作者開始應用原声音乐，由萊恩·羅斯金（Leon Riskin）为每一款游戏特别作曲。

## 游戏列表

### 主系列
| 2014 | 玩具熊的五夜后宫             |
| 2014 | 玩具熊的五夜后宫2            |
| 2015 | 玩具熊的五夜后宫3            |
| 2015 | 玩具熊的五夜后宫4            |
| 2016 | 玩具熊的五夜后宫：姊妹地點篇 |
| 2017 | 費斯熊佛萊迪的披薩餐廳模擬器 |
| 2018 | 終極自定義夜晚               |

以下是七部由原作者負責大部分製作的獨立遊戲，完整闡述其最初構想的主線故事。

#### 玩具熊的五夜后宫（2014）
《玩具熊的五夜后宫》（Five Nights at Freddy's）第一作在2014年8月8日于Microsoft Windows首次发布，之后分别在2015年8月27日和2014年9月11日于Android和iOS发布，于2019年7月30日为iOS版进行大幅度的画质更新。

#### 玩具熊的五夜后宫2（2014）
因著第一作瞬間爆紅，开发者極速宣布会推出续作《玩具熊的五夜后宫2》（Five Nights at Freddy's 2）。在原作推出短短一个月后，开发者在他的官网发布了续作的预告图片，之后又不断发布预告直到游戏推出。在2014年10月21日发布了一部预告影片，並在2014年11月10日开始发售。Android和iOS平台的游戏版本则分别在同年11月13日和20日发布。

#### 玩具熊的五夜后宫3（2015）
在2015年1月，一个新的图片在原作者官网发布，预告了系列第三作《玩具熊的五夜后宫3》（Five Nights at Freddy's 3）将要发布。戈晃公开了越来越多的图片，之后在2015年1月26日发布了一个预告影片，並于2015年3月3日在Microsoft Windows平台上发布，并分别在2015年3月7日和2015年3月12日在Android和iOS平台发布游戏。

#### 玩具熊的五夜后宫4（2015）
2015年4月27日，原作者网站上发布了一张预告图片，預示第四作《玩具熊的五夜后宫：最终章》（Five Nights at Freddy's: The Final Chapter）即將上架，原定是整个系列的最终作。但預告片在2015年7月13日公佈時，作品正式名称改為《玩具熊的五夜后宫4》（Five Nights at Freddy's 4）。。遊戲在7月23日通过Steam并发布在Microsoft Windows平台，Android和iOS平台游戏则分别在2015年7月25日和2015年8月3日发售。10月31日，原作者发布了一个万圣节风格的可下載內容

#### 玩具熊的五夜后宫：姊妹地点篇（2016）
2016年4月，原作者网站開始发布图片，预告即将来临的第五作游戏。预告片于2016年5月21日发布在戈晃的官方YouTube频道，並公佈系列正名為《玩具熊的五夜后宫：姊妹地点篇》（Five Nights at Freddy's: Sister Location），往後作品亦不再以數字標註推出順序。2016年10月7日，本作发布在Microsoft Windows平台上，之后Android和iOS平台的游戏也分别在2016年12月22日和2017年1月3日发布。2016年12月，游戏加入「自定义夜晚」及重大劇情更新。

#### 费斯熊佛莱迪的披薩餐馆模拟器（2017）
2017年6月，原作者暗示第六作正在开发。但在2017年7月2日，他却宣布决定取消这个游戏，一度表示已经“疏忽了他生活中的其他事物只为了满足玩家们的期望”。2017年11月27日，原作者在一個討論區帖文分享改篇電影籌備工作時，表示他“拒绝虚度一整年一部游戏都不推出，所以我为大家搞了点有趣的小东西欢度假期”。
12月4日，在前几天发布几张图片后，游戏《费斯熊佛莱迪的披薩餐馆模拟器》（Freddy Fazbear's Pizzeria Simulator）在Steam免费发布。游戏最初会进行一些如同原作者发布的图片的小游戏，开始出现错误後，玩家就会发现本作實際上是正統的第六作，並為大部分由第一作開始未解決的故事帶來終結。

#### 终极自定义夜晚（2018）
《终极自定义夜晚》（Ultimate Custom Night）是一款與主線故事關係較淺的恐怖游戏，带回了第六作完結後在7部遊戲（包括《世界》）登场的50个机械玩偶。在游戏中，玩家可以透过调整他们各自的AI难度，玩法和前几作相似，必须在近似一個的工作地點中，不被机械玩偶攻击的情况下生存到6点。
2018年2月16日，原作者表示想为第六作进行重大更新并添加可下載內容，像是无尽模拟经营、自定义夜晚之类的游戏模式。5月31日，戈晃在Steam发布贴文，宣布让自定义夜晚部分成为独立的游戏，因此成為系列第七作。在6月29日发布。

### 合作系列
| 2019 | 玩具熊的五夜后宫VR：徵求協助   |
| 2020 |                                |
| 2021 | 玩具熊的五夜后宫：安全漏洞     |
| 2022 |                                |
| 2023 | 玩具熊的五夜后宫VR：徵求協助2  |
| 2024 |                                |
| 2025 | 玩具熊的五夜后宫：模仿者的秘密 |

以下為原作者完成主系列後，與Steel Wool Studios合作開發的遊戲，將主線故事聚焦於新的世界層面上。

#### 玩具熊的五夜后宫VR：徵求協助（2019）
原作者在宣告「取消」第六作时，稍微提到正在计划製作虚拟实境游戏。在象徵主線故事完結的第六作和第七作推出後近一年，原作者公佈將與Steel Wool Studios合作開發該款作品
。2019年3月26日，系列第八作《玩具熊的五夜后宫VR：徵求協助》（Five Nights at Freddy's VR: Help Wanted）確認於4月30日登陸PlayStation VR平台，並公佈首批實玩片段。後來確認亦會透過Steam發售，對應HTC Vive和Oculus Rift，並發行非虚拟实境版本。

#### 玩具熊的五夜后宫：安全漏洞 （2021）
2019年8月8日，原作者首次預告《特别快递》以後的新遊戲。2020年9月16日，遊戲的預告片在PlayStation 5 Showcase活動上發布，名為《玩具熊的五夜后宫：安全漏洞》（Five Nights at Freddy's: Security Breach）。2021年12月16日，遊戲登陸各大電腦平台以及PlayStation 5及PlayStation 4平台發行。2023年7月25日，本作推出新劇情可下載內容《廢墟》。透過遊戲檔案名稱，可確認本作為系列主線第九作。

#### 玩具熊的五夜后宫VR：徵求協助2（2023）
2023年5月24日，第十作《玩具熊的五夜后宫VR：徵求協助2》（Five Nights at Freddy's: Help Wanted 2）的預告片在PlayStation Showcase活動上發布。2023年12月14日，遊戲登陸Oculus Quest與PlayStation VR2，並於2024年6月20日於各平台推出非虚拟实境版本。

#### 玩具熊的五夜后宫：模仿者的秘密（2025）
2024年8月6日，適逢系列展開周年紀念，第十一作《玩具熊的五夜后宫：模仿者的秘密》的預告片在State of Play活動上發布。2025年6月13日，遊戲登陸PlayStation 5與Windows，並計劃稍後補上虚拟实境遊戲版本。

### 旁支系列
以下是由原作者負責大部分製作，但較少涉及主線故事的遊戲，性質傾向讓有意深入了解系列的粉絲更理解複雜的世界觀。

#### 玩具熊的五夜世界（2016）
2015年9月15日，原作者在感謝粉絲群對前四作的支持後宣布將發展旁支游戏《玩具熊的五夜世界》（FNaF World）。《世界》是讓系列歷來登場的角色投入冒险的RPG，和原作者在开始制作此系列之前的游戏风格相似，不少原素需要仔細留意系列遊戲系統和彩蛋，以至原作者的遊戲開發史，才能深刻體會有趣的地方。
游戏在2016年1月21日发布。社区和评论家却开始批评游戏有着不见的功能、不稳定且未完成。戈晃之后前来道歉，表示“我太渴望要展示出已经完成的东西，而无视了我应该要注意的未完成的事物。”之后戈晃随后把游戏从Steam给下架並退款，表示之后会改进游戏并免费重新发布。本作在2016年2月重新發佈，及後原作者再加入兩次內容更新。2017年1月12日，本作首次在Android上架及在Steam重新上架，惟翌日因原作者不滿手機上運作表現而永久下架。

#### 玩具熊的五夜后宫AR：特别快递（2019）
2018年8月8日，原作者首次宣布正在开发擴增實境游戏。2019年9月13日，合作開發商Illumix上传了本作《玩具熊的五夜后宫AR：特别快递》（Five Nights at Freddy's AR: Special Delivery）的预告。11月16日，遊戲在iOS和Android平台发布。
遊戲講述費斯熊娛樂企業新增的人偶到會服務，因著眾多原因成為了一眾顧客的惡夢。玩家需要在開啟擴增實境功能後，透過遊戲給予的聲音及殘影提示，及時以電擊系統將突然殺出的人偶收下。在特定次數的成功後，玩家會收到人偶到會服務的售後通訊，當中夾雜了因公司系統混亂而流出的費斯熊娛樂企業內部訊息，補充前作《徵求協助》的故事背景，並為後作《安全漏洞》埋下前設。

#### 玩具熊的五夜后宫：進入深淵（2024）
《玩具熊的五夜后宫：進入深淵》（Five Nights at Freddy's: Into The Pit）是一款冒險遊戲，為該系列十周年的紀念作品，於2024年8月8日推出。遊戲故事改編自《恐怖費斯熊》短篇故事合集的第一集同名單元，亦包含不少同系列單元故事的彩蛋。

### 其他

#### 佛萊迪的粉絲創作計劃 (The Fazbear Fanverse Initiative)[77]
2020年8月，史葛·戈晃公布將提供資金幫助粉絲開發創作他們的玩具熊五夜後宮遊戲合集，並表示不會干預其中的故事線以及玩法，開發完成後將會於Gamejolt上免費發布，名單內的遊戲包含：Five Nights at Candy's 系列 、One Night at Flumpty's 系列、The Joy of Creation 系列、Popgoes Evergreen 以及 Five Nights at Freddy's Plus。

## 書籍

### 小说三部曲
2015年，官方宣佈推出系列首部小說，及後確認為三部曲的連載故事。首部小說發行時，史葛·戈晃說法指出作品“详述了游戏中的传说并解开了游戏中前所未有的人文元素”。虽然如此，即使这本书在玩具熊的五夜后宫世界观中是合理的，这本书和游戏系列可能并非“有意像两个拼图碎片那样拼在一起”。及後讀者均注意到小說是在平行時空展開新主角查莉的故事。

#### 玩具熊的五夜后宫：银之眼（2015）
《玩具熊的五夜后宫：银之眼》（Five Nights at Freddy's: The Silver Eyes）是玩具熊的五夜后宫系列第一本小说，由史葛·戈晃和琪拉·布里德·鲁依斯莉（Kira Breed-Wrisley）共同写作。这本书在2015年9月27日以Amazon Kindle和平装本形式发售，比起原先计划发售日期的2015年12月17日提早了许多。故事讲述着主角查莉和她的童年玩伴在她们的家乡聚在一起并揭开那曾经深受喜爱的餐馆“费斯熊佛莱迪的披薩餐馆”里失常的秘密。这本小说在发售后很快就成为了紐約時報暢銷書榜中所有青年平装书里的第一名。
这本小说的图像小说版本将于2019年12月26日发售，一位名为克勞迪婭·施羅德（Claudia Schröder，网名PinkyPills）的画家将会负责作画。

#### 玩具熊的五夜后宫：扭曲的事物（2017）
《玩具熊的五夜后宫：扭曲的事物》（Five Nights at Freddy's: The Twisted Ones）是史葛·戈晃和琪拉·布里德·鲁依斯莉共同写作的第二本小说，也是《玩具熊的五夜后宫：银之眼》的续作。在2017年1月8日，网友在亚马逊的网站发现了这本小说，导致所有网友开始争论这本书的真实性，但戈晃之后很快就出来确认该产品为官方制作的。琪拉·布里德·鲁依斯莉也再度回归编写小说。这本书在一些书店提早发售，其他则在2017年6月27日公开发售。故事中包括了来自银之眼的主角查莉，因为仍然继续前进而“回到了她爸爸那恐怖的创造物的世界”。

#### 玩具熊的五夜后宫：第四个衣柜（2018）
《玩具熊的五夜后宫：第四个衣柜》（Five Nights at Freddy's: The Fourth Closet）是小说三部曲的最后一作，同样由史葛·戈晃和琪拉·布里德·鲁依斯莉共同写作，计划将于2018年6月26日开始发售。故事将延续前作，由约翰开始作为主角。故事讲述一家全新的披薩餐馆已开张，一连串的绑架事件同时开始发生。约翰和他的朋友们解开案件找到失踪的小孩，并揭开“查莉扭曲的秘密，以及她爸爸的创造物的恐怖遗留物”。

### 短篇故事合集

#### 恐怖費斯熊（2019-2021）
在小说三部曲结束后，史葛·戈晃开始写作全新的《玩具熊的五夜后宫》书籍系列，并命名为《恐怖费斯熊》（Fazbear's Frights，前命名为《扭曲故事》，Twisted Tales）。除了第12卷外，每一本書都含有三个短篇故事，和一個以散敍形式持續連載的共通故事。。第12卷的三个獨立短篇故事，則被特別標明獨立於前11卷所刻劃的世界觀之外。不過總體而言，12卷的故事都是對過往遊戲和小說三部曲的原素重新演繹，延續了間接解說細節的系列特色。
書藉資料
| 卷數 | 名稱                                | 收錄短篇故事                                                                                 | 推出日期       |
| ---- | ----------------------------------- | -------------------------------------------------------------------------------------------- | -------------- |
| 1    | 《进入深渊》（Into the Pit）        | 進入深淵（Into The Pit） 成就美麗（To Be Beautiful） 盤點方法（Count The Ways）              | 2019年12月26日 |
| 2    | 《取回》（Fetch）                   | 取回（Fetch） 孤單的佛萊迪（Lonely Freddy） 沽清（Out of Stock）                             | 2020年3月3日   |
| 3    | 《1:35 AM》                         | 1：35AM 尚有一點空位（Room for One More) 新孩童（The New Kid）                               | 2020年5月5日   |
| 4    | 《走近》（Step Closer）             | 走近（Step Closer） 與我共舞（Dance with Me） 歸家（Coming Home）                            | 2020年7月7日   |
| 5    | 《兔子呼叫》（Bunny Call）          | 兔子呼叫（Bunny Call） 全身投入（In the Flesh） 1280號房內的人（The Man in Room 1280）       | 2020年9月1日   |
| 6    | 《黑鳥》（Blackbird）               | 黑鳥（Blackbird） 真的傑克（The Real Jake） 捕風捉影（Hide and Seek）                        | 2020年12月29日 |
| 7    | 《眾多懸崖》（The Cliffs）          | 眾多懸崖（The Cliffs) 死亡輪（The Breaking Wheel） 他告訴我所有事情（He Told Me Everything） | 2021年3月22日  |
| 8    | 《軟膠糖天使》（Gumdrop Angel）     | 軟膠糖天使（Gumdrop Angel） 沙治奧的幸運日（Sergio's Lucky Day） 我們找到的（What We Found） | 2021年5月4日   |
| 9    | 《傀儡雕刻師》（The Puppet Carver） | 傀儡雕刻師（The Puppet Carver） 為票雀躍（Jump for Tickets） 披薩套裝（Pizza Kit）           | 2021年7月6日   |
| 10   | 《友愛的臉》（Friendly Face）       | 友愛的臉（Friendly Face） 水邦妮（Sea Bonnies） 永遠在一起（Together Forever）               | 2021年9月7日   |
| 11   | 《惡作劇專家》（The Prankster）     | 惡作劇專家（The Prankster） 孩童遊玩中（Kids At Play) 尋找玩家二！（Find Player Two!）       | 2021年11月2日  |
| 12   | 《鯊魚菲力斯》（Felix The Shark）   | 鯊魚菲力斯（Felix The Shark） 追蹤（The Scoop） 你就是樂隊（You're The Band）                | 2021年12月7日  |

故事簡介
11卷共通故事
探員拉爾森（Larson）接獲一宗深夜連環殺人事件的通報，將不少人遠處目擊的怪犯暫時命名為「十字綉」（Stitchwraith）。他仍未知道深入調查的自己，與居住在城市中的很多人，都因著遺骸力量滲透每一項費斯熊娛樂企業推出的事物，而被捲入扭曲的災禍當中。萬惡的根源，亦將會以最恐怖的姿態復活，與純潔無瑕的靈魂持續爭鬥，直到更多新的秘密和回憶被揭開……
進入深淵（Into The Pit）
生於貧困家庭的奧斯華（Oswald）開始放暑假，對同學們都有課外活動和新潮玩意感到羨慕。他自己則只能跟爸爸每天苦悶地到僅有一個人營運的舊披薩餐廳消磨時間。一天，不能再忍受的奧斯華決定要在餐廳的波波池避過爸爸的監察，殊不知這個波波池是一條時光隧道，意外讓其接觸到那個熟悉的事件……
成就美麗（To Be Beautiful）
莎拉（Sarah）一直認為自己無法打入同學圈子，是因為外表不夠美麗。一天放學，她經過住家附近的垃圾堆時聽到聲音，結果找到了一隻機械人偶。把她帶回家悉心調整下，重新運作的人偶決定要以實現願望去報答莎拉的幫助，而莎拉就這樣開展了人生最大的轉變……
盤點方法（Count The Ways）
美莉（Millie）是一名沒有朋友的哥德女孩，在一個假期來到收藏家爺爺的家中寄居。她檢視了眾多收藏品，包括一隻剛剛被帶回家的歡樂佛萊迪。而美莉當下並不知道，他一直仍在運作，靜待其因生活挫敗而分心的一刻……
取回（Fetch）
格雷格（Greg）與朋友受到某種感覺影響來到早已荒廢的披薩餐廳，發現有別於四位主角的狗型人偶「取回」（Fetch）。對方似乎可以透過電話跟人通訊和聽從指示，結果格雷格不小心下了一個被嚴重曲解的指令，讓其取回許多難以接受的事物……
孤單的佛萊迪（Lonely Freddy）
為了令妹妹顯露其惡劣的本性，亞歷（Alec）利用費斯熊娛樂企業舉辦的一次活動策劃一場騷動。計劃最終失敗了，不想面對現實和維持現狀的亞歷，亦在活動場地中受到某個佛萊迪玩偶所影響……
沽清（Out of Stock）
彈簧陷阱追逐者是費斯熊娛樂企業最新發行的流行玩具，小孩奧斯卡（Oscar）想買的時候一直遇上商店沽清，也被母親勸介他要在成長時學會捨棄。最終在他堅持下，總算找到了一個，結果反倒令其更通曉及時捨棄的重要性……
1：35AM
剛離婚的戴莉雅（Delilah），已經不知道第幾次因為失眠而在工作方面遲到。一天經過住家附近的特賣場時，她看中並買下僅餘鬧鐘尚在運作的玩偶艾娜（Ella）。沒有安寧的夜深，就在戴莉雅一次調較鬧鐘以後，成為每天的例行公事……
尚有一點空位（Room for One More)
為了賺錢，史丹利（Stanley）很不情願地成為了一個隱蔽地下設施的夜更保安，要確保內裡的所有事物不可進出。於絲毫不知設施背後秘密的一年半後，受盡生活困苦的史丹利禁不住煩悶，開始被內裡的事物填充其身心和夢境的空位……
新孩童（The New Kid）
戴份（Devon）與米傑（Mick）原本都是班中被孤立的一群，直至有天新同學嘉西（Kelsey）來到。新友誼發展不久，嘉西跟戴份心儀對象較要好一事，造成了後者的嫉妒。其後嘉西不知就裡地問到城中有沒有好玩的新聚腳點，讓戴份決意實行玩弄對方的計劃。可是等待他的究竟是立心不良的報應，抑或是命中注定的墮落？
走近（Step Closer）
彼特（Pete）在父母離婚後負責照料弟弟小漆（Chuck），對悄皮的他有點煩厭。有天在佛萊迪披薩餐廳，彼特打算安排維修房內的東西嚇怕弟弟，卻沒料到最終受到詛咒的是自己。他的眼睛和手臂，要如海盜狐狸霍斯般被奉獻出去……
與我共舞（Dance with Me）
作為扒手慣犯的姬絲（Kasey），有天在馬戲團貝比的披薩世界偷了一個女人的錢包，發現一副可以讓其看到芭蘿拉跳舞的眼鏡。姬絲從那不斷接近的人偶，看穿日後人生應該走上的道路……
歸家（Coming Home）
一年前，蘇西（Susie）陷入慘絕人寰的謀殺孩童事件中，她的家庭亦隨即破碎。化作靈魂的蘇西很想現身關心陷入抑鬱的妹妹莎蔓花（Samantha），卻總是被與其一樣虛幻的哲卡牽制。蘇西不想放棄，要在限期前讓莎蔓花找到連繫兩人的重要事物……
兔子呼聲（Bunny Call）
阿波（Bob）身為人父，實在不喜歡參與家人享受的宿營。他在入營時決定申請兔子呼喚早起的服務以作報復，但在嚮往整天的親子活動後又後悔了。為此其一直等到早上5時阻止亂局，卻想不到要去阻止的兔子很活生生，亦很血淋淋……
全身投入（In the Flesh）
彈簧陷阱的傳說被改篇成為VR遊戲，而對開發者阿麥（Matt）而言，這是讓其宣洩婚姻失敗與工作受盡白眼等不滿的地方。將玩法設定為逃避彈簧陷阱底下，兼任試機的他遭逢無數次失敗，卻仍致力讓那怪物變得更像真實的惡魔。瘋癲的做法，最終自然迎來了瘋癲的結果，與及傳承……
1280號房內的人（The Man in Room 1280）
神父阿發（Arthur）被帶去一間醫院的1280號房，探望一個發出惡臭、被嚴重燒傷和內臟外露的人。那個人的願望是在費斯熊娛樂企業的資源分配中心內離世，而神父亦打算無條件幫忙，奈何一眾無法忍受不祥預感的護士，原來持續進行著謀殺病人的行動，並被不明勢力所窒礙，為新一輪的連環悲劇作出鋪墊……
黑鳥（Blackbird）
阿諾（Nole）和阿森（Sam）是一對創作和演出恐怖劇目的好拍檔。一次阿諾忽然想起了城鎮中有關佛萊迪的故事，從而構想出背景相似的機械人偶角色「黑鳥」。阿森亦按彼此的想法弄好了演出用的人偶裝，殊不知虛擬的故事設定逐步入侵現實……
真的傑克（The Real Jake）
傑克（Jake）六歲開始慘受腦癌腫瘤折磨，因著無法行走而被駐守海外軍隊的爸爸委託保姆照顧。為了鼓勵傑克勇敢生存，爸爸離開前準備了一隻晚間才出現的人偶，要讓傑克能夠「表現真正的自己」……
捕風捉影（Hide and Seek）
大男孩托比（Toby）在費斯熊娛樂旗下的遊戲機中心工作，不斷借工作挑戰其哥哥在許多遊戲創下的高分紀錄。有天，一個跟影子邦妮玩捉迷藏的8位元遊戲被運到來了。接連挑戰失敗的托比意外弄壞了遊戲機，然後發現自己的影子出現了異樣……
眾多懸崖（The Cliffs)
羅拔（Robert）是一名撫養獨子泰勒（Tyler）的單親爸爸，所住地方是一處以來訪者輕生聞名的懸崖。為了其死去的妻子和泰勒，羅拔勇於面對一切困難與猶豫，直至有天他買入會跟其分享兒子行蹤的佛萊迪玩偶……
死亡輪（The Breaking Wheel）
阿維（Reed）和其他同學在班中一直被朱利亞斯（Julius）的傲氣所壓制。對方在一次課堂研習中製成了一套萬眾矚目的遙控彈簧服，打算用來愚弄別人，只是反過來被阿維利用來給予教訓。離開學校的他跟同學討論後，才想起朱利亞斯最終的狀態，堪如置身在死亡輪中……
他告訴我所有事情（He Told Me Everything）
克里斯（Chris）憧憬著加入綽號「小博士」（Dr.Little）的科學家年度研究，可以讓其在校園內充滿人氣。在猶如理念崇拜的場地中，費斯熊娛樂企業的全新科學黏土產品成為了主角。所有的事情，遲早都要被告知……
軟膠糖天使（Gumdrop Angel）
安琪（Angel）沒精打采地參加屬於其同父異母妹妹，在費斯熊佛萊迪披薩餐廳舉行的大型生日會。生日會的每一幕，都只讓其想著父親改嫁後如何跟其他家人全心偏袒妹妹。能讓她認真面對的，只有俊俏的餐廳員工多米尼（Dominic），與及生日會的壓軸甜品……
沙治奧的幸運日（Sergio's Lucky Day）
沙治奧（Sergio）在崗位上默默耕耘，終於得到公司安排升遷，但他並沒有滿足的感覺，只是礙於社交狀況而擺出高興的模樣。及後半年，沙治奧對生活的不如意持續升溫，苦無解決辦法之際，讓其釋放自己的幸運悄悄降臨了……
我們找到的（What We Found）
經歷很多故事的克遜（Hudson）成為了遊樂設施「費斯熊的恐怖」的夜間警衛。當那個熟悉的機械人偶被運進去時，克遜開始分不清這個設施內的現實與幻覺、過去與現在、或是原因與結果。堅持走自己的路，看來總是會迎來無可挽救的後果……
傀儡雕刻師（The Puppet Carver）
積克（Jack）經營三年的「披薩遊樂場」餐廳弊病處處，讓其禁不住表現憤世嫉俗。其下屬波特（Porter）與沙治（Sage），本來分別忙著砌好能把木製人偶弄得栩栩如生的機器，與及寫作一個木製人偶如何取得生命的感人小說。直到他們被積克全數解僱，互不相干的事物被某些東西連結起來……
為票雀躍（Jump for Tickets）
快將入讀高中的高頓（Colton），決定用盡積蓄下來的費斯熊金幣，去了結父親去世帶來的心理包袱。在小表弟的生日會上，高頓認識到「為票雀躍」的遊樂設施，並為那優待孩童玩家的系統，激發無窮的負能量……
披薩套裝（Pizza Kit）
比頓（Payton）與美莉（Mayley）是家政學科中要好的朋友。他們被安排與同學參觀費斯熊娛樂企業成立的披薩廠房，並在中途擅自到蕃茄醬的生產線遊玩。一個個意外，讓二人意識到比起邪惡纏繞的事物，稚氣的無心之失似乎能帶來更大的禍害……
友愛的臉（Friendly Face）
艾華特（Edward）的不小心，使之僅餘科學班同學積克（Jack），與及他們救回的流浪貓法拉第（Faraday）兩名朋友。一場交通意外，卻帶走了這些生活的精神支柱。不久以後，他看到費斯熊娛樂企業的新玩具寵物，能夠以DNA重現現實寵物的模樣。艾華特二話不說訂購了，得到的卻總是他不小心的後果……
水邦妮（Sea Bonnies）
水邦妮，一款由費斯熊娛樂企業研發的改造動物，成為了弟弟和維（Rory）向哥哥阿莫（Mott）報復的產品。那生病般的淺藍外皮和詭異的兩雙小黑眼，讓阿莫禁不住出聲奚落牠們。在缸中列陣的水邦妮們，於是開始怒視著他、精神折磨著他、還有悄悄地盤算佔據了他……
永遠在一起（Together Forever）
積絲卡（Jessica）與布列塔妮（Brittany）被稱為學校的皇后與公主，持續針對機械學科的同學仙迪（Cindy）與明迪（Mindy）。資源短缺下，其中一個研習需要使用外界捐贈物資，而積絲卡與布列塔妮被分到了一個豬形的兩用人偶服。服裝內足以放入兩個人的內膽，讓皇后與公主萌生走上不歸路的邪念……
惡作劇專家（Prankster）
一間僅餘三人的VR遊戲公司，被費斯熊娛樂企業注資，要求製作以其商品事物為主題的遊戲。如此下來，傑里米亞（Jeremiah）的工作日常就是暗戀女同事奧寶（Hope），和怨恨不停施加惡作劇的男同事柏加（Parker）。直至生日那天，傑里米亞遭逢入職以來最大規模的惡作劇。只是這場惡作劇何時開始出錯，甚至是否根本並非惡作劇，似乎無人能夠解答……
孩童遊玩中（Kids At Play）
祖亞（Joel）在小鎮的家族園圃成長和工作，但被父親不停挖苦其仍是一個不懂分寸的大男孩，將之革職。不甘心的祖亞在小鎮內瘋狂駕駛發泄，期間撞上許多東西。其中一個，是寫著「孩童遊玩中」，中間流出棕色液體的奇怪招牌。另一個，是迫使其承擔責任的存在……
尋找玩家二！（Find Player Two!）
艾美（Aimee）被摯友瑪莉祖（Mary Jo）說服遊玩佛萊迪披薩餐廳的管道迷宮，只是遊戲啟動不久，身為玩家一的艾美被於入口徘徊的陌生人嚇怕，旋即逃離餐廳。就這樣，艾美尋找玩家二的遊戲，持續了十年……
鯊魚菲力斯（Felix The Shark）
戴卡（Dirk）印象當中，費斯熊娛樂企業有一個名為菲力斯的鯊魚機械人偶，會在餐廳的水缸管道跟賓客暢泳，但其朋友認為這一切都只是他杜撰。為了證明自己是正確的，戴卡走訪費斯熊娛樂企業開設的每間餐廳，慢慢走入自我實現的預言當中……
追蹤（The Scoop）
佛萊迪的五夜驚魂系列，多年來累積了一系列製作理論假說，和分享彩蛋特色的忠實粉絲，而蔓迪便是為這些興趣經營博客的一員。在遊玩第三作的手提電話版時，她發現了一幅其他粉絲都無法找到的隱藏圖片。屬於蔓迪、也屬於每一位系列粉絲的追蹤之旅，由此開始……
你就是樂隊（You're The Band）
西菲亞（Sylvia）的兒子湯米（Timmy）對費斯熊佛萊迪的餐廳顯得著迷，甚至令其懷疑兒子有隱藏的人格。她之後還是在湯米的生日，買了一個二手頭套哄他開心。最終，即便是一場沒有引起大眾注意的風波，熟悉的悲劇、人物與樂隊始終悉數登場了……

#### 來自披薩廣場的故事（2022-2023）
在確認推出《恐怖費斯熊》12卷全集不久，官方緊接宣佈形式近似的新系列《來自披薩廣場的故事》（Tales from the Pizzaplex）。與前系列雷同，每一本書含有三個短篇故事，和一個以散敍形式持續連載的共通故事，不過所有故事都會以遊戲《玩具熊的五夜后宫：安全漏洞》中的披薩廣場舞台作為起點，逐一揭示其跟系列過往每部作品的聯繫。
書藉資料
| 卷數 | 名稱                                           | 收錄短篇故事                                                                                          | 推出日期       |
| ---- | ---------------------------------------------- | --- | -------------- |
| 1    | 《那利的遊戲》（Lally's Game）                 | 弱點（Frailty） 那利的遊戲（Lally's Game） 正在建造中（Under Construction）                           | 2022年7月19日  |
| 2    | 《HAPPS》                                      | 徵求協助（Help Wanted） HAPPS B7                                                                      | 2022年8月30日  |
| 3    | 《睡眠恐懼症！》（Somniphobia!）               | 睡眠恐懼症！（Somniphobia!） 壓力（Pressure） 幽閉恐懼症（Cleithrophobia）                            | 2022年12月6日  |
| 4    | 《沉默恐懼症》（Submechanophobia）             | 沉默恐懼症（Submechanophobia） 人偶末日紀（Animatronic Apocalypse） 波比鐸 第1節（Bobbiedots Part 1） | 2022年12月27日 |
| 5    | 《波比鐸 完結篇》（Bobbiedots The Conclusion） | GGY 說書人（The Storyteller） 波比鐸 完結篇（Bobbiedots The Conclusion）                              | 2023年3月7日   |
| 6    | 《妮絲》（Nexie）                              | 妮絲（Nexie） 沉溺（Drowning） 模仿者（The Mimic）                                                    | 2023年5月2日   |
| 7    | 《搖滾老虎》（Tiger Rock）                     | 搖滾老虎（Tiger Rock） 蒙蒂入侵（The Monty Within） 瀝血心（Bleeding Heart）                          | 2023年7月18日  |
| 8    | 《B7-2》                                       | B7-2 一起孤單（Alone Together） 重覆恐懼症（Dittophobia）                                             | 2023年10月3日  |

故事簡介
8卷共通故事
某一天，費斯熊佛萊迪的超級意大利薄餅廣場正式宣告在某個集團餐廳舊址上動工。建築過程中間，各種人為事件和過去詛咒，均為這個地方增添被加以利用的煎熬。一個被改造成殺人機器的舊機械人偶，與及一眾誤闖密室的少年少女，成為了某件最嚴重事件的核心……
弱點（Frailty）
積絲卡（Jessica）一直在醫院兼職清潔工作，不過這只是用來隱藏其真正的日常任務——使用身上的吊墜拯救意外失去的生命。對進行無私行動的她而言，平凡的戀愛成為了最大的弱點……
那利的遊戲（Lally's Game）
莎倫娜（Selena）和阿其（Cade）為新婚的新居作好準備。她對阿其一個載有童年事物的箱子表現好奇，最終使她認識到曾為披薩廣場機械人偶的那利，並陷入一個只有二人可玩的遊戲當中……
正在建造中（Under Construction）
瑪也（Maya）、積遜（Jaxon）與諾艾爾（Noelle）為物理科的同學，於披薩廣場慶祝瑪也16歲的生日。一個「世界慶祝你！」的擴充實境設施，讓他們一行人好奇會否與量子永生和多重世界理論有關。可惜的是，這個設施正在建造中……
徵求協助（Help Wanted）
這個改篇自真人真事的故事，是關於一個職場失意的獨立遊戲作者，如何為費斯熊娛樂集團製作改篇自真人真事的遊戲。只是真人真事的界線，與及字詞的定義，在某個介層上是可以隨意變動的。究竟是他的選擇改變了世界，抑或是世界為他的選擇而徹底改變？或者，一切仍在劫數難逃的命運當中……
HAPPS
艾登（Aiden）在其群體中絲毫不受歡迎，只有積絲（Jace）這位青梅竹馬，才會願意跟他輕鬆玩樂。本來二人在披薩廣場內最喜歡的是時常笑著的招待機械人HAPPS。可是進入神秘範圍後，二人就成為了HAPPS眼中必須糾正的錯誤……
B7、B7-2
比利（Billy）在某年觀看一個《佛萊迪與好友們》的節目後，開始患上精神病，造成身為人類的他只認同自己是機械人偶。行為思想不一的狀況使之難以忍受，最終決定要找無牌醫生進行超乎想像的全身大改造……一切過後比利僥倖生還，可是渴望恢復正常的心態背後，機械人偶的陰霾仍然在暗角纏繞著……
睡眠恐懼症！（Somniphobia!）
森姆（Sam）一直因著三年級父親身亡而陷入睡眠恐懼，朋友間只有拉德（Raad）願意遷就他那杞人憂天的性格。他們一夥人到薄餅廣場贏了一個夢幻球的玩具。夢幻球以角色降月為主軸，帶領用家深入他們當下最期待的事物與景象。拉德使用後的睡眠狀況一度大幅改善，但當他想著過去時，就不自覺地超越建議使用時間，直到最後……
壓力（Pressure）
路卡（Luca）與朋友前往薄餅廣場的都市傳奇劇場，並決定遊玩《綠耳殺人犯》，也就是彈簧陷阱故事的劇本。他在朋友壓力下，擔當了勾起其童年陰影的奸角角色。穿起角色裝束開演後，路卡驚覺裝束的結構高度還原了傳說中的模樣和傷害，場內可疑的身影亦蠢蠢欲動……
幽閉恐懼症（Cleithrophobia）
格維迪（Grady）在薄餅廣場開幕前檢查「芭蘿拉健身扭動」的設施。淺窄的管道讓格維迪憶起過往被保姆禁錮的慘痛經歷，但他仍專業地體驗和分析這個設施的問題。奈何去到最後階段，芭蘿拉出現了故障，讓其陷入無法逃離的閉塞……
沉物恐懼症（Submechanophobia）
費斯熊娛樂集團在距離薄餅廣場兩個城鎮外，授權建設費斯熊幻想水上樂園。加頓（Caden）為了應付祖母的看護費，克服自身的病症，成為了人偶水族館的機械維修員。近兩次的維修，他從水底物件和人偶的異樣，發現水上樂園老闆似乎有不可告人的秘密……
人偶末日紀（Animatronic Apocalypse）
羅比（Robbie）的學校有一個費斯熊粉絲會，到場的會員都會投入參與「人偶末日紀」的故事場景。隨著舊會長搬離城鎮，新會長贊比娜（Zabrina）被選出來，主張要把遊戲推向更刺激的境地。羅比及後注意到贊比娜跟監督老師倫納先生（Mr. Renner）的可疑舉動，亦發現其他會員和城鎮居民早已陷入真正的末日災禍當中……
波比鐸（Bobbiedots）
阿比（Abe）在費斯熊娛樂企業轄下一間小公司得到前往薄餅廣場扶搖直上的機會，卻遇上作為福利的員工宿舍滿額。他不甘生活無法得到絕對改善，於是私自改動一個不開放單位的入住資料。他在單位遇上了三位智能幫手，得到了平日辛勞工作後的慰藉。只是這些幫手的上一代曝光後，阿比對周遭一切的信心持續遭受考驗……
GGY
東尼（Tony）與其創意寫作班的筆友在費斯熊薄餅廣場的遊戲機中心玩樂時，發現所有遊戲的最高分都由GGY創下。他覺得這個神秘玩家的故事值得研究，於是不惜一切去探索。大膽假設和小心求證之時，近在眼前的事物總是被忽略……
說書人（The Storyteller）
為了令薄餅廣場的娛樂體驗更深入民心，費斯熊娛樂企業力推可以操控所有設施按劇本進行的說書人智能系統。由始至終反對的高層艾溫（Edwin），親睹驅動系統出問題的部分，以及啟動後各種異常，決定親身修理。他那鮮為人知的過去，及跟另一名傲慢高層巴勞先生（Mr. Burrow）所作的角力，就此成為說書人的一個新故事……
妮絲（Nexie）
阿絲德（Astrid）與朋友嚮往於薄餅廣場最新發售的自製夥伴玩偶「莉絲」（Lexie），但機器在製作阿絲德的玩偶時出了錯誤，使之各方面走樣。阿絲德因著自身經歷而沒有將之拋棄，卻不知取名「妮絲」的她將要改變彼此美麗的認知……
沉溺（Drowning）
薄餅廣場最新的虛擬實境體驗，是讓顧客走入以費斯熊品牌為主題的的模擬主題樂園。卡嬅（Kara）沒有跟隨朋友，逕自選擇水上樂園，並說服到工作人員給她更長時間的體驗。結果她直接碰上無法安息的靈魂，不問緣由地向她送上原要給其他人的折磨……
模仿者（The Mimic）
機械人偶模仿者因著不明原因，已經多次在停止運作後再次出現。這世界裡不會有人清楚知道它得到高智能之前的起源，與及第一次被企業找回時的慘劇，皆因他們幾乎全被滅口了……
搖滾老虎（Tiger Rock）
阿啟（Kai）與他僅有的朋友打算到薄餅廣場見識令食客嘖嘖稱奇的說書人系統，卻被告知已被拆除。他們轉去遊玩探究薄餅廣場未來的虛擬實境遊戲，但阿啟漸漸發現箇中角色搖滾老虎對其並不友善，並在過程中將虛擬和現實的界限完全磨滅……
蒙蒂入侵（The Monty Within）
基恩（Kane）與弟弟和女朋友的相處，與及一個關於人工智能和人類神交的研究，讓其生活十分充實。可是玩完薄餅廣場的一個新遊戲，讓他發現身軀竟然被另一熟悉的人物意識入侵，而其能力只有比研究更為強大……
瀝血心（Bleeding Heart）
自比是藝術家的丹尼（Danny）單戀著有紋身的女孩黛絲（Daisy），但發現一般的畫作無法為之動容。他於是在薄餅餐廳的聖誕活動偷了一些可以給其迅速紋身的納米機械人，惟及後發現拿來的類型錯了，而能夠讓黛絲拿出真心的事物亦非其所想……
一起孤單（Alone Together）
特拉維斯（Travis）發現與父親和同學的關係自母親離開後每況愈下，於是打算製作一個「太陽人」木偶去緩和大家的關係，卻接連遇上獨自淹沒於黑暗的幻象。至少對特拉維斯而言，前因後果是這樣的……
重覆恐懼症（Dittophobia）
周而復始的惡夢，總會有破綻被解開，但無阻現實仍然被詭秘重重包圍。當你以為已尋獲一切故事的根源時，原來那亦只是某人主觀創造的體驗。羅伊（Rory）就是這樣，被迫重覆陷入「根源」的故事……

### 互動式小說
作為系列10週年紀念活動之一，官方宣佈推出互動式小說系列，故事將會延伸過去遊戲與書藉作品未觸及的細節，並讓讀者透過自由選擇邁向多重結局。其中第0卷為免費讓讀者在網絡書店下載閱讀。
書藉資料
| 卷數 | 名稱                                     | 結局數量 | 推出日期       |
| ---- | ---------------------------------------- | -------- | -------------- |
| 0    | 《VIP》                                  | 多於20   | 2024年8月3日   |
| 1    | 《之前的一週》（The Week Before）        | 多於50   | 2024年9月3日   |
| 2    | 《回到深淵》（Back To The Pit）          | 多於25   | 2024年12月24日 |
| 3    | 《逃出薄餅廣場》（Escape The Pizzaplex） |          | 2025年5月6日   |

故事簡介
VIP
幾經等待，戴芬（Devon）如願以償得到前往薄餅廣場的機會，惟家人要求他帶上弟弟艾克（Ike）。兩人就此來到仍算新開張的薄餅廣場，領取吸引他們前來的VIP貴賓禮遇，並受到人工智能VIP「豐富資訊豬」的接待。
之前的一週
被過去事件纏繞的费斯熊佛莱迪的披薩餐馆，迎來了新一任夜間警衛拉夫（Ralph）。拉夫的職責使其不能一直留在警衛室，繼而令他需要面對四名機械人偶的舉動和自身帶來的問題。
回到深淵
在平行時空中，奧斯華（Oswald）仍然來到僅有一個人營運的舊披薩餐廳消磨時間，仍然要進入那個其實是時光隧道的波波池。只是其自身與朋友的命運，將會受到更多的考驗。
逃出薄餅廣場
某個夜深，凱西（Cassie）被困於費斯熊佛萊迪的超級意大利薄餅廣場內。她需要穿過錯綜複雜的通道，並設法迴避對其不利的夜間守衛和機械人偶。

### 其他书籍

#### 玩具熊的五夜后宫：佛莱迪文件（2017）
《玩具熊的五夜后宫：佛莱迪文件》（Five Nights at Freddy's: The Freddy Files）是一本类似指南书的书籍。它的内容包括角色介绍、游戏机能等关于游戏的详细介绍。这本书在2017年8月29日发售，比原先计划早了一些。此书也将在2019年6月25日推出新的版本，包含更多关于近期推出的游戏与小说内容以及各种推理。

#### 玩具熊的五夜后宫：生存日志（2017）
《玩具熊的五夜后宫：生存日志》（Five Nights at Freddy's: Survival Logbook）是一本类似包含智力游戏的书籍。它在2017年中首次出现在亞馬遜公司网站上。和前几本书籍不一样，因包含与书本互动的物理内容，所以这本书没有电子书版本。这本书在2017年12月26日发售。

## 回响
| 游戏                         | GameRankings               | Metacritic |
| ---------------------------- | -------------------------- | ---------- |
| 玩具熊的五夜后宫             | （PC）85.00% （iOS）80.00% | （PC）78   |
| 玩具熊的五夜后宫2            | （PC）66.25% （iOS）73.33% | （PC）62   |
| 玩具熊的五夜后宫3            | （PC）73.60% （iOS）80.00% | （PC）68   |
| 玩具熊的五夜后宫4            | （PC）53.33% （iOS）70.00% | （PC）51   |
| 玩具熊的五夜后宫：姊妹地點篇 | （PC）65.00% （iOS）60.00% | （PC）62   |
| 玩具熊的五夜后宫VR：徵求協助 |                            | （PS4）80  |

评论家们称赞了系列的首作。《独立游戏杂志》称赞了首作游戏的艺术设计，表示“为了不让突发惊吓吓坏自己然后游戏结束，这是个非常恐怖的经历”，同时也认为“利用环境设计和精妙之处制造吓人的经验”这点非常聪明。PC Gamer在评论首作游戏时，评论说玩家多数会体验到像出奇老鼠之类的餐馆的相似熟悉体验。他们也表示游戏中的“作者将AI程序成无法预测这方面上也并非是什么杰作，不过这也不是什么必须的，它还是会直接走到你眼前然后把你的脸给吃掉，或者在接近并杀掉你之前像个天真的小孩一样到处游荡。”
第二作的反响则稍微偏向正面评语，一位来自PC Gamer的评论家评论他想要的续作“是更加需要思考以及更多未知数的游戏。我想要那些沉重缓慢的机械玩偶用新奇有趣的方式找到我然后撕开我的脸。我想要主角可以自由移动”，而他得到的却是“大量深入隐藏故事和细节的恐怖游戏”。不过，他也表示“仍然享受较好的一方面，换来了可恶的睡眠困难问题”。Destructoid也给了游戏正面评语，表示“知道机械玩偶会从不同的途径攻击你这件事是绝对恐怖的”并且称赞了新的机械玩偶和引进的新的游戏玩法，但也批评了突发惊吓并称游戏“为了改善游戏而导致游戏难度太高”。
第三作比起前作则不再如此著名，不过获得的评语与前作相似。PC Gamer的评语表示虽然他们享受新的重制监视器系统，机械玩偶的突发惊吓“在第三晚开始变得有些不新鲜了”，也就是变得烦人的意思。Destructoid则表示《玩具熊的五夜后宫3》是“，目前为止设计得最好，最让人满意的系列游戏”，但他也对“费斯熊的恐怖”和弹簧陷阱“缺乏原本样子的魅力”表示失望。
第四作的评语则参差不齐。Destructoid批评第四作的突发惊吓过于大声以及呼吸游戏机制过于困难且容易让玩家困惑。即使如此，一位来自GameZebo的评论家称赞其紧张的环境以及诡异的声音和画质，突发惊吓也一样制作良好。PC Gamer也同样给予了中性的评语，称其为“另一个在Let's Play行业中名垂千古长达几个月的让人害怕得动弹不得的强大设计”并且为“四个游戏中最吓人的”，但也批评了游戏玩法，表示“同样的步骤不断单调地重复又重复”、“实在有太多事情要我做了”，并也同样批评游戏取消了系列经典的监视器。来自“太平洋手游”的一位作者也给予此游戏给了4星，表示游戏“气氛营造效果好、操作简单”。
第五作也同样获得了参差不齐的评语。Destructoid表示其“比一般稍好”并表示“系列的粉丝们应该会享受这个游戏，但其他玩家应该不会满足”。GameCrate则总结表示“姊妹地点篇是个很棒的恐怖游戏，即使他不太感觉像是玩具熊的五夜世界系列的一部分”。
然而，第六作则成功获得了几乎全部正面的评语，Gamecrate称其为“玩具熊的五夜后宫系列粉丝们必玩的游戏”以及“现在最值得的游戏”。Rock Paper Shotgun也给了正面评语，表示游戏“像地狱般毛骨悚然”。
香港新浪列出了十大Steam恐怖游戏，其中玩具熊的五夜后宫系列位于第七名。同时此游戏系列也在EToday新闻云的2015年十大恐怖游戏中位于第五名。

## 文化影响
自系列诞生以来，这个系列就大大影响了其他事物。在2015年，因这个系列的大风潮，YouTube的自办频道“YouTube聚光燈”里的系列之一《YouTube年度回顾》将此游戏加入了影片中。在2016年的万圣节，温彻斯特的一家游乐园——探险圆顶建立了一座参考自此系列的惊悚鬼屋。

### 粉丝团
自第一作开始发售以来，玩具熊的五夜后宫系列就变得非常著名，甚至出现了游戏的“粉丝团”。粉丝们会在Reddit等社交平台讨论这个系列游戏，讨论的内容通常都是游玩方法、背景故事等等。
玩具熊的五夜后宫已被证明很受游戏实况主的欢迎，他们会为其观众游玩并抓住他们对突发惊吓和其他吓人要素的反应，成为了游戏实况影片中非常普遍的游戏。著名游戏实况主，如PewDiePie、Markiplier和Jacksepticeye的游玩影片成功让游戏获得了更多注意。在2015年5月，YouTube的报告表示玩具熊的五夜后宫系列的游玩影片成为了YouTube上所有电子游戏系列中第八个最多观看数的游戏系列。一些像是The Game Theorists的频道偶尔也会制作一些与玩具熊的五夜后宫相关的影片，即使他们很少提供游戏实况的影片，比较专注于讨论游戏。
一些粉丝甚至以此系列为基础制作了其他游戏，参考自玩具熊的五夜后宫，并利用了原作简单有趣的游戏技术。作者在宣告取消第六作游戏时，也有提到他“其实对粉丝制作游戏的方面还有很多需要做的事情。我仍然需要去玩《糖果猫的五夜后宫3》（Five Nights at Candy's 3）、《创作的乐趣》（The Joy of Creation）、《Popgoes》、《鸡蛋人的一夜后宫》（One Night at Flumpty's）以及其他游戏”。除了游戏以外，网上也会流传着许多同人动画、书籍、音乐等。
人们经常批评玩具熊的五夜后宫系列的粉丝团，多数是因为社区的普遍负面化（例如粉丝团的不成熟）。史葛·戈晃在Steam上发布了一个贴文回应，防护着粉丝团并批评广大社区不公平的概括。
|                                                          | 事实是每个粉丝团都有着自己“毒性”的一面，那是因为每个粉丝团都概括了不同的年龄、意见和成熟。到处都会有惹人厌的人，不管是任何粉丝团的里边还是外边。这不是粉丝团的错，是人们的错，我们都犯了错。 但给那些觉得他们对粉丝团的批评很合理的人们，我只想说：我们知道，我们都知道。我们都看过了糟糕的同人画作、书籍和其他我们希望在晚上关上眼睛之前可以忘掉的玩具熊的五夜后宫系列粉丝团的阴暗面。但请不要反对整个粉丝团，因为之后你就会同时反对了其他有天分的成员、画作、推理以及良好的互相沟通（和迷因）。 |
| ——史葛·戈晃，《玩具熊的五夜后宫：姊妹地点篇》的Steam社区 | |

#### 大量通话事件
2015年4月，粉丝们误解戈晃放在官网源代码的随机号码是与游戏有重大关系的位置坐标。粉丝们把这些号码输入Google地图后意外发现了一家位于弗吉尼亚州的披薩餐馆。这使粉丝们开始大量给这家餐馆进行通话，尝试发现该餐馆是否与即将来临的游戏《玩具熊的五夜后宫4》有关系。戈晃发现后很快出来确定该披薩餐馆和玩具熊的五夜后宫系列没有任何联系。
2016年6月，粉丝又在新澤西州朗布蘭治发现了一家名为“佛莱迪”（Freddie's）的披薩餐馆，又一次的大量给该餐馆拨打电话来确认其与玩具熊的五夜后宫的关系。每一天该餐馆都会收到百个类似的通话，导致顾客无法正当地通过电话留下订单。在加利福尼亞州里羅斯維爾的一家名为“佛莱迪的披薩与意大利面餐馆” （Freddie's Pizza & Pasta）也遭遇了同样的情况。
自此事件后，戈晃要求粉丝们不要拨打他们在网页找到的或是认为和游戏有关系的电话号码。

### 产品
玩具熊的五夜后宫的产品主要由两家公司：Sanshee和Funko制作。这些公司制作的产品包括毛絨玩具、玩具人偶、海报、衣服、钥匙圈，甚至是文具。麥法蘭玩具也有着一系列的玩具熊的五夜后宫产品，多数包括组合套装。陶德·麥法蘭表示这个系列是“我在20多年以来制作过最畅销的产品”。这些产品在全球售卖，这是产品公司成功的一大因素。